# Clubiona tortuosa
Clubiona tortuosa är en spindelart som beskrevs av Zhang och Yin 1998. Clubiona tortuosa ingår i släktet Clubiona och familjen säckspindlar. Inga underarter finns listade i Catalogue of Life.